# Association professionnelle mondiale pour la santé des personnes transgenres
L’Association professionnelle mondiale pour la santé des personnes transgenres (en anglais : « World Professional Association for Transgender Health, Inc. », ou « WPATH »), qui s'appelait anciennement l'« association internationale Henry Benjamin de dysphorie de genre » (en anglais : « Harry Benjamin International Gender Dysphoria Association, Inc. »), est une association professionnelle consacrée à la compréhension et au traitement de la dysphorie de genre, créée en février 1979 lors du sixième International Gender Disphoria symposium de San Diego,. L'organisation a été initialement nommée d'après Harry Benjamin, l'un des premiers médecins à travailler avec des personnes trans. L'association est plus connue pour la publication des Standards de soin pour la santé des personnes transsexuelles, transgenres, et de genre non-conforme, mais fournit également des informations pour les professionnels, les personnes concernées, et les sponsors de conférences scientifiques, et offre des directives éthiques pour les professionnels.
La première version des Standards de soin a été publiée en 1979. La version 7 a été publiée en 2011, et la version 8 en 2022[réf. non conforme].

## Présidents
Plusieurs présidents se sont succédé à la tête de l'association ; dans l'ordre : Paul Walker de 1979 à 1981, Donald Laub (en) de 1981 à 1983, Milton T. Edgerton de 1983 à 1985, Ira Pauly de 1985 à 1987, Aaron T. Bilowitz de 1987 à 1989, Jan Wålinder (sv) de 1989 à 1991, Leah Schaefer de 1991 à 1995, Friedmann Pfaefflin de 1995 à 1997, Richard Green (en) de 1997 à 1999, Alice Webb (en) en 1999, Eli Coleman de 1999 à 2003, Walter Meyer III de 2003 à 2005, Stan Monstrey de 2005 à 2007, Stephen Whittle (en) de 2007 à 2009, Walter O.Bockting de 2009 à 2011, Lin Fraser de 2011 à 2013, Jamison Green de 2013 à 2015, Gail Knudson de 2016 à 2018, Vin Tangpricha de 2018 à 2020, Walter Pierre Bouman de 2020 à 2022, et Marci Bowers de 2022 à 2024.